# Eaton Constantine
Eaton Constantine är en by i civil parish Leighton and Eaton Constantine, i distriktet Shropshire, i grevskapet Shropshire, i England. Byn är belägen 12 km från Shrewsbury. Eaton Constantine var en civil parish fram till 1934 när blev den en del av Leighton. Civil parish hade 200 invånare år 1931. Byn nämndes i Domedagsboken (Domesday Book) år 1086, och kallades då Etune.